# Haunted (Buffy)
Pour les articles homonymes, voir Haunted.
Haunted est un comic dérivé de la série télévisée Buffy contre les vampires. C'est le premier comic centré sur le personnage de Faith.

## Personnages
Buffy Summers
Willow Rosenberg
Alexander Harris
Cordelia Chase
Daniel "Oz" Osbourne
Rupert Giles
Faith Lehane
Richard Wilkins
Maggie Walsh
Adam (Buffy)
Angel (Buffy contre les vampires)